# Milan Lađević
Milan Lađević (Beograd, 22. maj 1979) jeste srpski urednik i novinar. On je urednik Srpskog telegrafa i suvlasnik Medijske mreže u čijem sastavu posluje portal republika.rs

## Biografija
Lađević je u novinarstvu 20. godina, odnosno od 2001. godine kad je počeo da radi u dnevnom listu Blic. U svojoj karijeri pisao je za više dnevnih listova i nedeljnika, poput Glasa javnosti, Reportera. Pre osnivanja Srpskog telegrafa  bio je glavni urednik Kurira, a pre toga urednik u dnevnom listu Blic.

## Novinarstvo
Kao novinar objavio je veliki broj ekskluzivnih informacija iz oblasti politike,društva i ekonomije. Kao i više istraživačkih tekstova, koji su doveli do procesuirsnja odgovornih. Često mu je bilo prećeno zbog tekstova,  a bio je meta fizičkih napada.
Čest je gost vodećih televizija kao komentator političkih i bezbednosnih tema.

## Literatura
1. ↑  2011 Human Rights Watch world report : strategies to save the planet. New York: Seven Stories. 2011. стр. 465.
2. ↑  Freedom in the world 2011 : the annual survey of political rights & civil liberties (PDF). Freedom House. 17. 10. 2011. Архивирано из оригинала (PDF) 23. 02. 2022. г. Приступљено 23. 02. 2022.